# 2004 FH

在2004年三月掠過地球的小行星2004 FH。另一顆一閃而過的天體是人造衛星。影像是Stefano Sposetti拍攝，並由日內瓦天文台的Raoul Behrend合成。

2004 FH是NASA投資的LINEAR在2004年3月15日發現的一顆近地小行星。這顆小行星的直徑大約30米，並且在2004年3月18日22:08 (UTC從距離地球表面43,000公里 (26,000英里)掠過，使它成為紀錄上第11名最接近地球的小行星截至2008年11月21日 (參見下圖)。相較之下，地球同步衛星的距離也只有35,790公里。
2004 FH是一顆阿登型小行星，由於它的直徑小於50米，因此就某些定義來說它只是一顆流星體。這種大小的天體若擊中地球，會在高層大氣層中爆炸。它引發的爆炸可能會產生數百公噸TNT的威力，但可能不會對地面造成任何的影響。其相對較小的大小 (大約30米)，依然是被檢測出來比月球更接近地球的第三大小行星。如果它接近地球到足夠的近，但未近到足以發生碰撞，它將會成為掠地火球。
這顆小行星在2044年將再度接近地球，但屆時的距離不會近到1,400萬公里以內。2004 FH也是可以鑑別的近地小行星中已知傾角最小的。 
在兩星期之後，另一顆小行星2004 FU162更為接近地球，但也更小；而且在數年之後，2009 DD45也以相似的距離接近地球。

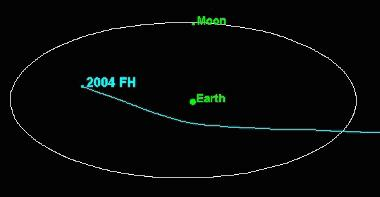
2004 FH 穿越地-月系統中的路徑

## 外部連結
- MPEC 2004-F24（页面存档备份，存于）
- Images of 2004 FH（页面存档备份，存于）
- Official press release by NASA（页面存档备份，存于）
- Asteroid Scare Prompts NASA to Formalize Response by Robert Roy Britt（页面存档备份，存于）
- Minor Planet Center: Closest Approaches to the Earth by Minor Planets（页面存档备份，存于）